# Miguel Socolovich
Miguel Socolovich (né le 24 juillet 1986 à Caracas, Venezuela) est un lanceur droitier des Cardinals de Saint-Louis de la Ligue majeure de baseball.

## Carrière
Miguel Socolovich signe son premier contrat professionnel en 2004 avec les Red Sox de Boston. Il amorce sa carrière en ligues mineures avec un club-école des Red Sox en 2006. Le 28 janvier 2008, Socolovich et un autre lanceur des mineures (Willy Mota) sont transférés aux White Sox de Chicago pour le lanceur David Aardsma. Socolovich évolue dans les mineures dans l'organisation des White Sox jusqu'à la fin de la saison 2011. Le 22 novembre 2011, il signe un contrat avec les Orioles de Baltimore.
Socolovich, un lanceur droitier, fait ses débuts dans le baseball majeur comme releveur avec Baltimore le 14 juillet 2012 dans un match face aux Tigers de Détroit. Il affiche une moyenne de points mérités de 6,97 en 6 présences au monticule et 10 manches et un tiers lancées pour Baltimore. Le 23 août, il est réclamé au ballottage par les Cubs de Chicago. Il lance 6 manches en 6 matchs avec les Cubs pour compléter sa saison 2012.
En 2013, il s'aligne pour 11 matchs avec les Hiroshima Toyo Carp de la Ligue centrale du Japon et ne donne qu'un point mérité en 11 manches et un tiers lancées pour une moyenne de points mérités de 0,79.
Après une saison 2014 passée en ligues mineures avec les 51s de Las Vegas, un club-école des Mets de New York, il revient dans les majeures en 2015 avec les Cardinals de Saint-Louis.